# La doctora de Brest
La doctora de Brest, título original en francés La Fille de Brest, es el nombre de una película francesa de 2016 dirigida por Emmanuelle Bercot.
El guion, firmado por Séverine Bosschem y Emmanuelle Bercot, está basado en el libro Mediator 150 mg : combien de morts ?, escrito por la doctora Irène Frachon.

## Sinopsis
Narra la historia real de la doctora Irène Frachon (Sidse Babett Knudsen), la mujer que en 2010 se atrevió a plantarle cara a la industria sanitaria y farmacéutica francesa, cuando se destapó el escándalo mediático en torno a la comercialización de un controvertido medicamento cuyos efectos secundarios provocaron la muerte de cientos de personas producto de una negligencia.

## Reparto
- Sidse Babett Knudsen como Irène Frachon
- Benoît Magimel como Antoine Le Bihan
- Charlotte Laemmel como Patoche
- Lara Neumann como Anne Jouan
- Philippe Uchan como Aubert
- Patrick Ligardes como Bruno Frachon
- Olivier Pasquier como Arsène Weber
- Isabelle de Hertogh como Corinne Zacharria
- Gustave Kervern como Kermarec
- Pablo Pauly como Charles-Joseph Oudin
- Myriam Azencot como Catherine Haynes
- Eddie Chignara como Christophe Laugier
- Raphaël Ferret como Fred
- Christophe Meynet como David
- Gilles Treton como Yannick Jobic

## Premios
* Fuente: Página de la película en IMDb. 
| Año  | Premio o festival                 | Categoría            | Nominado                              | Resultado |
| ---- | --------------------------------- | -------------------- | ------------------------------------- | --------- |
| 2016 | Festival de Cine de San Sebastián | Concha de Oro        | Emmanuelle Bercot                     | Nominada  |
| 2016 | Festival Internacional de Macao   | Mejor película       | Emmanuelle Bercot                     | Nominada  |
| 2017 | Premios César                     | Mejor actriz         | Sidse Babett Knudsen                  | Nominada  |
| 2017 | Premios César                     | Mejor guion adaptado | Séverine Bosschem y Emmanuelle Bercot | Nominadas |
| 2017 | Premios Lumières                  | Mejor actriz         | Sidse Babett Knudsen                  | Nominada  |
| 2018 | Premios Magritte                  | Mejor actriz         | Sidse Babett Knudsen                  | Nominada  |